# 74. oklepno-mehanizirani bataljon Slovenske vojske
74. oklepno-mehanizirani bataljon Slovenske vojske (kratica: 74. OKMB SV'}}) je bila oklepno-mehanizirana formacija Slovenske vojske v sestavi 72. brigade; nastanjena je v vojašnici generala Maistra v Mariboru.

## Zgodovina
Bataljon se je razvil iz 1. tankovske čete Slovenske vojske, ki je bila ustanovljena 1991, takrat kot del Teritorialne obrambe Republike Slovenije. Bataljon je bil ustanovljen leta 1993.
V sklopu reorganizacija Slovenske vojske se je leta 2006 začela tudi reorganizacija tega bataljona. Junija 2006 so tako pričeli konzervirati polovico tankov M55-S, drugo polovico pa so pričeli jeseni istega leta. Tanki bodo tako postali operativna rezerva, uskladiščeni v Vojašnici Pivka. Tako se bo oklepno-mehanizirani bataljon reorganiziral v 3. motorizirani bataljon, ki bo opremljen s BVP M-80. 
Novembra 2006 bo mehanizirani vod začasno izvzet iz sestave bataljona in dodeljen 20. motoriziranemu bataljonu, ki pa bo bil nato poslan na Kosovo, v sklopu misije SFOR.
Reorganizacija je bila končana 1. januarja 2008, ko je bil 74. oklepno-mehanizirani bataljon uradno preimenovan v 74. motorizirani bataljon.

## Poveljniki
- stotnik Alan Geder (1992-1996)
- polkovnik Jože Majcenovič (1996-1999)
- podpolkovnik Friderik Škamlec (1999-2001)
- podpolkovnik Igor Cebek (2001-2008)

## Odlikovanja in priznanja
- red Slovenske vojske z zvezdo (24. september 1993)
- plaketa Slovenske vojske